# Nová Včelnice
Nová Včelnice − miasto w Czechach, w kraju południowoczeskim.
Według danych z 31 grudnia 2003 r. powierzchnia miasta wynosi 1 010 ha, a liczba jego mieszkańców − 2 449 osób.
Rodzinna miejscowość aktora Rudolfa Hrušínskiego.
W mieście jest stacja kolejowa Nová Včelnice.

## Demografia
| Rok             | 1970  | 1980  | 1991  | 2001  | 2003  |
| --------------- | ----- | ----- | ----- | ----- | ----- |
| Liczba ludności | 2 006 | 2 882 | 2 575 | 2 476 | 2 449 |

Źródło: Czeski Urząd Statystyczny

## Współpraca
Miejscowości partnerskie:
- Eggiwil, Szwajcaria
- Neuötting, Niemcy